# Franz Breithaupt

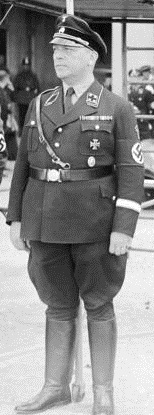
F. Breithaupt, hier SS-Ostubaf

Ernst Wilhelm Franz Breithaupt (* 8. Dezember 1880 in Berlin; † 29. April 1945 in Prien am Chiemsee) war einer der ersten höheren Führer der SS, zuletzt als SS-Obergruppenführer und General der Waffen-SS sowie Chef des Hauptamtes SS-Gericht. Zudem galt Breithaupt als früher und überzeugter Anhänger Adolf Hitlers und war zudem einer der engsten Mitarbeiter Heinrich Himmlers.
Zur Zeit des Deutschen Kaiserreiches war Breithaupt Offizier der preußischen Armee. Nach dem Ersten Weltkrieg war er in der jungen Weimarer Republik Angehöriger der rechtsnational-völkischen Marinebrigade Ehrhardt.

## Leben

### Herkunft und Militärlaufbahn
Franz Breithaupts Vater Franz Joachim Rüdiger (1848–1894) war Hauptmann im Großen Generalstab und wurde 1872 Kommandeur der Kriegsschule Anklam. Auch sein Großvater Wilhelm Breithaupt war Berufssoldat.
Von 1887 bis 1891 besuchte Breithaupt die Vorschule in Rendsburg und die Schule in Kiel. Ab 1891 war er Kadett in Plön und Groß-Lichterfelde, wo er im März 1899 die Fähnrich-Prüfung mit Primareife abschloss. Noch im März 1899 trat er in das Stralsunder Infanterie-Regiment „Prinz Moritz von Anhalt-Dessau“ (5. Pommersches) Nr. 42 der Preußischen Armee ein. Breithaupt, der als „militärisch begabt“ geschildert wurde, wechselte noch im selben Jahr zur Kriegsschule Metz.
Im August 1900 kehrte er, mittlerweile zum Leutnant befördert, in sein Stammregiment zurück und wurde in das II. Bataillon nach Greifswald versetzt. Breithaupt wurde noch 1900 zum Oberleutnant befördert und im Oktober desselben Jahres als Inspektionsoffizier an der Unteroffiziersschule Weißenfels eingesetzt. Im Oktober 1903 wurde Breithaupt als Hilfslehrer an die Militär-Turnanstalt nach Berlin abkommandiert. Etwas später erhielt Breithaupt dort einen festen Lehrerposten, den er bis zum Ausbruch des Ersten Weltkrieges offiziell behielt. Im Oktober 1905 wurde Breithaupt Adjutant des II. Bataillons seines Stammregimentes. Im Mai 1914 wurde er zum Hauptmann befördert.

Mit Ausbruch des Ersten Weltkrieges rückte Breithaupt noch im August 1914 ein und wurde zum Chef der 5. Kompanie ernannt. Noch im selben Monat erlitt er einen Kopfschuss und war bis zum Oktober in verschiedenen Lazaretten. Nach seiner vollständigen Genesung wurde er beim Gouvernement Lüttich als Adjutant des Kommandierenden Generals des VIII. Reserve-Korps eingesetzt. Später hatte Breithaupt die Funktionen eines Abschnittsführers beim Reserve-Infanterie-Regiment Nr. 25, eines Leiters in der Infanterie-Fliegerschule der 3. Armee und die des Führers der 8. Kompanie und des I. Bataillons des Infanterie-Regimentes Nr. 395 inne. Während der Schlacht um Verdun war er zum Sturm-Bataillon Nr. 5 (Rohr) nach Verdun abkommandiert und übernahm dort die Führung von Bataillonen der Infanterie-Regimenter Nr. 456 und Nr. 364. Ab dem 24. März 1917 war er Kommandeur der Vorposten der 9. Kavallerie-Division. Im August 1918 war er „leicht verwundet, bei der Truppe“.
Beförderungen
- März 1899: Fähnrich[1]
- August 1900: Leutnant
- 1911: Oberleutnant
- Mai 1914: Hauptmann
- November 1919: Major
- 1932: SA-Sturmbannführer
- 1. Dezember 1932: SS-Sturmbannführer
- 26. Juli 1933: SS-Obersturmbannführer (mit Wirkung vom 31. Juli 1933)
- 15. November 1933: SS-Standartenführer (mit Wirkung vom 9. November 1933)
- 8. November 1934: SS-Oberführer (mit Wirkung vom 9. November 1934)
- 9. November 1938: SS-Brigadeführer
- 15. August 1942: SS-Gruppenführer und Generalleutnant der Waffen-SS
- 20. April 1945: SS-Obergruppenführer und General der Waffen-SS

### Weimarer Republik
Nach dem Ende des Krieges war Breithaupt ab Dezember 1918 als Adjutant beim Kommandierenden General des II. Armee-Korps in Stettin eingesetzt. 1919 übernahm er die Durchführung des 1. Lehrganges an der neuen Militär-Turnanstalt Wünsdorf. Noch 1919 schloss sich Breithaupt verschiedenen Freikorps an. So war er Mitglied der Marine-Brigade Ehrhardt und dessen Regionalableger „Schutzregiment Groß-Berlin“. Im November 1919 wurde Breithaupt im Range eines Majors aus dem aktiven Militärdienst verabschiedet; er begann eine kaufmännische Lehre in einer Fabrik im westfälischen Lübbecke.
1923 wurde Breithaupt Leiter eines Betriebes im Godramstein in der bayerischen Pfalz, die damals von französischen Truppen besetzt war. Dort wurde er im selben Jahr von der Alliierten Kontrollkommission kurzfristig festgenommen und verhört. 
Von 1923 bis 1931 war Breithaupt Geschäftsführer der Deutschen Turnerschaft, Mitglied des Senates der Deutschen Hochschule für Leibesübungen in Berlin und zeitweise auch im Deutschen Offiziersbund. Am 1. April 1929 trat Breithaupt dem Berliner „Stahlhelm“ bei, den er allerdings am 15. November 1931 wieder verließ.
1931 wurde Breithaupt Vorstandsvorsitzender der Mälzerei IREKS A.G. in Kulmbach und deren Berliner Geschäftsführer. Zu dieser Zeit war Curt Wittje, später zeitweise Chef des SS-Hauptamtes, Personalvorstand der Mälzerei. Zum 1. August 1931 trat er der NSDAP bei (Mitgliedsnummer 602.663) und am 27. November 1931 ebenfalls der SA. Als SA-Sturmbannführer wurde Franz Breithaupt als Stabsführer an der Reichsführerschule München eingesetzt. Am 1. April 1932 wurde Breithaupt aus der SA-Führerschule entlassen und für „anderweitige Zwecke“ vorgesehen. Bereits am 1. Dezember 1932 trat er der SS (SS-Nummer 39.719) als SS-Sturmbannführer bei und wurde dort bis zum 31. Juli 1933 als Adjutant des Reichsführers SS (RFSS) Heinrich Himmler in Berlin eingesetzt.

### Zeit des Nationalsozialismus
Ab dem 31. Juli 1933 wurde Breithaupt als „SS-Führer z. b. V.“ (zur besonderen Verwendung) im Stab Heinrich Himmlers eingesetzt. Am 9. November 1934 war er dessen Berliner Adjutant für „besondere Aufträge“, der er bis zum 1. Januar 1942 blieb. Am 1. November 1935 wurde er rückwirkend zum 1. Mai ehrenamtlicher SS-Standortführer in Berlin. Diese Funktion sollte er bis zum 1. Januar 1942 innehaben. Ab dem 24. Dezember 1934 war Breithaupt als ehrenamtlicher Vizepräsident Mitglied des Volksgerichtshofes. Für die Hinterbliebenen der beim angeblichen Röhm-Putsch etwa 200 Ermordeten wurde ein von Breithaupt verwalteter Sonderfonds eingerichtet, aus dem die Hinterbliebenen auf Staatskosten versorgt wurden. Am 1. April 1936 wurde Breithaupt SS-Führer im Stab des SS-Hauptamtes, dem er bis zum 1. Januar 1942 angehörte. Bereits am 21. April 1936 wurde Breithaupt zum ehrenamtlichen Beauftragten des Reichssportführers für Berlin und die Provinz Brandenburg ernannt. Breithaupt war zudem stellvertretender Leiter der Obersten Behörde für Traberzucht und -rennen.
Vom 20. April 1936 bis zum 20. Juni 1937 gehörte Breithaupt als Schiedshelfer dem „Großen Schiedshof RFSS“ an. Am 20. April 1938 übernahm er dort die Funktion des 3. Schiedsrichters und wurde auch Beisitzer beim Obersten Parteigericht der NSDAP. Am 20. Dezember 1937 erhielt Breithaupt einen förmlichen Verweis Himmlers wegen eines Verstoßes gegen das Devisengesetz, der allerdings am 14. April 1938 aufgehoben wurde.
Franz Breithaupt kandidierte bei der Reichstagswahl 1938, erhielt jedoch kein Mandat.
Von Oktober 1939 bis zum 5. Dezember 1940 war Franz Breithaupt Kommandeur der „8. verstärkten SS-Totenkopfstandarte“ in Krakau und übernahm am 6. Dezember 1940 das Kommando über die „5. verstärkte Totenkopfstandarte“ in Oranienburg. Im August 1940 begann in Danzig seine Einarbeitung in die Dienstgeschäfte eines Polizeipräsidenten, die er im Oktober abschloss. Vom 25. Oktober bis zum 18. April 1941 war er kommissarischer Polizeipräsident in Breslau.
Ab dem 1. Januar 1942 „SS-Führer im Stab RFSS“, wurde Breithaupt am 1. März 1942 „SS-Führer im Reichssicherheitshauptamt“ (RSHA). Er durchlief den „Führerlehrgang für den SS-Verwaltungsdienst“ in der SS-Führerschule des Wirtschafts-Verwaltungsdienstes, der auch Einsätze in den verschiedenen SS-Hauptämtern vorsah. Breithaupt trat am 19. Mai 1942 aus der evangelischen Kirche aus und bezeichnete sich dann als „gottgläubig“.
Am 15. August 1942 trat Franz Breithaupt die Nachfolge von Paul Scharfe als Chef des Hauptamtes SS-Gericht in München an. Infolgedessen erfolgte am 18. September 1942 auch seine Entlassung aus dem Beamtenverhältnis. Die SS unterlag nicht der normalen Kriegsgerichtsbarkeit der Wehrmacht, sondern hatte eine eigene Gerichtsbarkeit für Rechtsverstöße ihrer Mitglieder. Dabei galten nicht die Paragraphen des Militärgesetzbuches und der Kriegsstrafverfahrensordnung, sondern laut einem „Leitfaden SS- und Polizeigerichtsbarkeit“ von 1944 sollte sich die „Gerechtigkeit aus deutschem Rechtsgefühl und nationalsozialistischer Weltanschauung ergeben“. Das von Breithaupt geleitete Hauptamt SS-Gericht war die oberste Verwaltungsinstanz für die SS- und Polizeigerichtsbarkeit und überwachte die Rechtsprechung.
Am 22. Februar 1943 war er Beisitzer bei der Verkündung des Todesurteils gegen die Geschwister Scholl durch den Volksgerichtshof unter Roland Freisler.
Breithaupt wurde kurz vor Kriegsende von seinem Fahrer erschossen.

### Privatleben
Am 15. November 1909 heiratete Breithaupt in Charlottenburg die 1883 geborene Anna Lotte Teichen. Die Ehe wurde 1922 geschieden. Am 6. Januar 1932 heiratete er in Schreiberhau (Schlesien) die 1893 geborene Else Margarete Becker. 1944 wurde auch diese Ehe geschieden. Über Kinder ist nichts bekannt.

## Ehrenämter
Im Frühjahr 1933 wurde Franz Breithaupt Herausgeber der Berliner Zeitung „Deutscher Sport – Das Sportorgan der nationalen Erhebung“. Auch wurde er Vertreter der Deutschen Turnerschaft im Kreis Brandenburg. 1934 wurde Breithaupt zum Schatzmeister der Deutschen Lebens-Rettungs-Gesellschaft (DLRG). Am 6. Dezember 1935 wurde Breithaupt ehrenamtlicher Gauführer des Gaues III (Berlin-Brandenburg) im Deutschen Reichsbund für Leibesübungen. Im Jahr 1941 wurde Franz Breithaupt Präsident der Deutschen Lebens-Rettungs-Gesellschaft DLRG. Im Oktober 1942 wurde Franz Breithaupt ehrenamtlicher Gauführer des Sportgaues München-Oberbayern des Nationalsozialistischen Reichsbunds für Leibesübungen (NSRL) und stellvertretender Vereinsführer des Vereins „Deutsche Sportpresse“.

## Beurteilung
Der Sporthistoriker Hajo Bernett bezeichnet Breithaupts Lebensweg als „gekennzeichnet durch die Merkmale eines typisch deutschen Manneslebens, fixiert auf die Elemente einer traditionellen Männerideologie“. Sein geistiger Horizont sei mit klischeehaften Vorstellungen von Deutschtum ausgefüllt gewesen. Er habe „Turnertum und Nationalsozialismus“ verknüpft und den „Weg von Jahn zu Hitler“ propagiert. Bernett: „Breithaupt war somit ein Repräsentant der Zentrierung des deutschen Sports auf Hitler.“ Laut den Recherchen von Bernett ist das Schicksal von Breithaupt nach Kriegsende ungeklärt.

## Auszeichnungen, NS-Auszeichnungen
- Eisernes Kreuz (1914) II. Klasse am 22. November 1914[1]
- Militärverdienstorden (Bayern) IV. Klasse mit Schwertern am 22. Februar 1915
- Friedrich-Kreuz am Bande für Kämpfer am 25. November 1915
- Kreuz für Verdienste im Kriege (Sachsen-Meiningen) am 4. März 1916
- Eisernes Kreuz (1914) I. Klasse am 31. Mai 1916
- Königlicher Hausorden von Hohenzollern, Ritterkreuz mit Schwertern am 9. Juni 1917
- Militärverdienstkreuz (Mecklenburg) II. Klasse am 1. September 1917
- Verwundetenabzeichen (1918) in Silber am 10. August 1918
- SS-Ehrenring
- SS-Ehrendegen am 9. November 1935
- Herzoglich Sachsen-Ernestinischer Hausorden, Komturkreuz mit Schwertern am Ring am 1. Dezember 1935
- Julleuchter am 16. Dezember 1935
- Deutsches Olympia-Ehrenzeichen I. Klasse am 16. August 1936
- Medaille zur Erinnerung an den 13. März 1938 am 25. Dezember 1938
- Reichsehrenurkunde des NSRL am 8. Dezember 1940
- Großoffiziersstern des Kaiserlich Mandschurischen Ordens am 17. Januar 1941
- Kriegsverdienstkreuz (1939) II. Klasse am 1. Mai 1942
- Ungarischer Verdienstorden, Komtur am 30. Juli 1942
- Kriegsverdienstkreuz I. Klasse mit Schwertern am 30. Januar 1943
- Ehrenzeichen für deutsche Volkspflege II. Stufe am 30. Januar 1943